# 9223372036854775807 (tal)
9223372036854775807 är det naturliga talet som följer 9223372036854775806 och som följs av 9223372036854775808.

## Inom matematiken
9223372036854775807 (263 − 1) är ett Mersennetal, det vill säga det kan skrivas 2n − 1, men det är inte ett Mersenneprimtal. Talet faktoriserat: 72 · 73 · 127 · 337 · 92737 · 649657

## Inom datatekniken
9223372036854775807 är det högsta möjliga värdet för ett 64-bitars heltal med tecken i datorsystem.
Programspråket C används på Unixliknande operativsystem. Där anges tiden i många funktioner som antalet sekunder som passerat sedan den 1 januari 1970 klockan 00:00:00 (UTC). System som sparar värdet i ett 32-bitars heltal med teckenbit kommer att råka ut för År 2038-problemet (Y2K38). Andra system sparar värdet i ett 64-bitars heltal med teckenbit. Denna typ räcker för att beskriva cirka 292 miljarder år in i framtiden, vilket får anses vara tillräckligt för de flesta ändamål. I den negativa riktningen sträcker sig detta mer än 20 gånger åldern på universum.

### Fotnoter
1. ↑  ”The Open Group Base Specifications Issue 6 IEEE Std 1003.1, 2004 Edition (definition of epoch)”. IEEE and The Open Group. The Open Group. 2004. Arkiverad från originalet den 19 december 2008. https://web.archive.org/web/20081219153936/http://www.opengroup.org/onlinepubs/000095399/. Läst 7 mars 2008.